# Піно-дель-Оро
Піно-дель-Оро (ісп. Pino del Oro) — муніципалітет в Іспанії, у складі автономної спільноти Кастилія-і-Леон, у провінції Самора. Населення — 202 особи (2010).
Муніципалітет розташований на відстані близько 240 км на північний захід від Мадрида, 32 км на захід від Самори.

## Демографія
Динаміка населення (INE ):